# Carex faberiana
Carex faberiana är en halvgräsart som beskrevs av Ludwig Eduard Loesener. Carex faberiana ingår i släktet starrar, och familjen halvgräs. Inga underarter finns listade i Catalogue of Life.